# 萨拉·米歇尔
萨拉·米歇尔（法語：Sarah Michel，1989年1月10日—），法国女子篮球运动员。她曾代表法国参加2016年和2020年夏季奥林匹克运动会篮球比赛，其中2020年奥运会获得一枚铜牌。